# بابلو لينسي
بابلو لينسي (بالإسبانية: Pablo Lenci)‏ هو لاعب كرة قدم أرجنتيني في مركز الدفاع، ولد في 27 ديسمبر 1972 في مدينة سان نيكولاس دي لوس آرويوس في الأرجنتين. لعب مع أوداكس إيتاليانو وديبورتيس إيكيكي وسانتياغو واندررز ونادي أونيفرسيداد كاتوليكا ونادي بالستينو ونادي كوكيمبو أونيدو ونيولز أولد بويز.